# Violation (Film)
Violation ist ein Filmdrama von Madeleine Sims-Fewer und Dusty Mancinelli, das im September 2020 beim Toronto International Film Festival seine Premiere feierte.

## Handlung
In einem Cottage kommt es nach vielen Jahren zu einem Wiedersehen der Schwestern Greta und Miriam. Letztere wird von ihrem Schwager vergewaltigt und sinnt auf Rache.

## Produktion
Regie führten Madeleine Sims-Fewer und Dusty Mancinelli. Sims-Fewer spielt im Film zudem Miriam.
Die Filmmusik komponierte Andrea Boccadoro. Das Soundtrack-Album mit insgesamt 12 Musikstücken wurde am 26. März 2021 von Air-Edel Records als Download veröffentlicht.
Eine erste Vorstellung erfolgte am 14. September 2020 beim Toronto International Film Festival, wo der Film in der Sektion Midnight Madness gezeigt wurde. Ende September, Anfang Oktober 2020 wurde er beim Vancouver International Film Festival und beim virtuellen Calgary International Film Festival vorgestellt. Im Oktober 2020 erfolgten Vorstellungen beim Festival du nouveau cinéma. Ende Januar, Anfang Februar 2021 wurde er beim Sundance Film Festival in der Sektion Midnight gezeigt, im April 2021 beim virtuellen Brussels International Fantastic Film Festival. Eine erste Vorstellung in Deutschland erfolgte beim Fantasy Filmfest in den Nights XL 2021.

## Rezeption

### Kritiken
Von den bei Rotten Tomatoes aufgeführten Kritiken sind 88 Prozent eher positiv.

### Auszeichnungen
Brussels International Fantastic Film Festival 2021
- Special Mention im Rahmen des White Raven Awards (Madeleine Sims-Fewer und Dusty Mancinelli)[13]

Calgary International Film Festival 2020
- Auszeichnung mit dem Emerging Canadian Artist Award (Madeleine Sims-Fewer und Dusty Mancinelli)[14]

Canadian Screen Awards 2021
- Nominierung als Bester Nebendarsteller (Jesse LaVercombe)
- Nominierung als Beste Hauptdarstellerin (Madeleine Sims-Fewer)
- Nominierung für den John Dunning Best First Feature Film Award
- Nominierung für den Besten Ton
- Nominierung für den Besten Tonschnitt[15]

Sitges Film Festival 2021
- Nominierung als Bester Film im Official Fantàstic Competition[16]

Toronto International Film Festival 2020
- Nominierung als Bester kanadischer Spielfilm (Madeleine Sims-Fewer und Dusty Mancinelli)